# Bondeno
Bondeno (emilián nyelven Bundén) település Olaszországban, Emilia-Romagna régióban, Ferrara megyében. Lakosainak száma 13 738 fő (2023. január 1.). Bondeno Cento, Sermide e Felonica, Ferrara, Ficarolo, Finale Emilia, Mirandola, Terre del Reno és Vigarano Mainarda községekkel határos.

## Népesség
A település népességének változása:
| Lakosok száma | 14 440 | 14 217 | 13 738 |
|               | 2017   | 2018   | 2023   |

## Testvérvárosai
- Dillingen an der Donau, Németország
- Bihać, Bosznia Herzegovina

## Híres szülöttjei
- Fabrizio Poletti válogatott labdarúgó